# Tatjana Tarasova
Tatjana Tarasova (Russisch: Татьяна Тарасова) (Alma-Ata, 8 november 1957) is een Russisch oud-langebaanschaatsster.
Tatjana Tarasova had een korte internationale schaatsloopbaan. In 1980 werd ze dertiende bij het WK Sprint in West Allis en later dat jaar op de Winterspelen in Lake Placid werd ze achtste op de 500 meter. Op het WK Sprint van 1981 boekte ze haar grootte succes door de zilveren medaille te winnen achter de Oost-Duitse Karin Enke. Eigenlijk verloor ze de gouden medaille, omdat ze na drie afstanden aan de leiding ging met 0,37 punt voorsprong op Enke. Enke moest daardoor op de afsluitende 1000 meter 0,74 seconden goed maken op Tarasova, waar de Sovjetrussin de eerste 1000 meter nog won. De Oost-Duitse presteerde het echter wel, was zelfs 0,99 seconden sneller en hield na afloop nog 0,125 punt over om daardoor als wereldkampioene uitgeroepen te worden.

## Records

### Persoonlijke records
| Afstand    | Tijd    | Datum            | Baan    |
| ---------- | ------- | ---------------- | ------- |
| 500 meter  | 40,40   | 27 december 1980 | Medeo   |
| 1000 meter | 1.22,99 | 25 maart 1983    | Medeo   |
| 1500 meter | 2.16,42 | 11 januari 1981  | Madonna |
| 3000 meter | 5.04,55 | 14 maart 1977    | Medeo   |

#### Wereldrecords laaglandbaan (officieus)
| Nr. | Afstand   | Tijd  | Datum            | Baan         |
| --- | --------- | ----- | ---------------- | ------------ |
| 1.  | 500 meter | 41,89 | 21 februari 1981 | Grenoble     |
| 2.  | 500 meter | 40,79 | 26 november 1986 | West-Berlijn |

## Resultaten
| Jaar | Olympische Spelen | WK Sprint |
| ---- | ----------------- | --------- |
| 1980 | 8e 500m           | 13e       |
| 1981 |                   | Zilver    |

### Medaillespiegel
| Kampioenschap | Goud · | Zilver · | Brons · |
| ------------- | ------ | -------- | ------- |
| WK Sprint     | 0      | 1        | 0       |